# Dinas Powys
Dinas Powys est un village et une communauté du Vale of Glamorgan, au pays de Galles. Il est situé à 9 km au sud-ouest du centre-ville de Cardiff, sur la route A4055 qui relie la capitale du pays de Galles à Barry, le chef-lieu du Vale of Glamorgan. Au recensement de 2011, il comptait 7 490 habitants.

## Histoire
La colline fortifiée de Dinas Powys (en) est une colline fortifiée de l'âge du fer, réoccupée durant la période post-romaine au début du Moyen Âge.